# Дрімлюга мадагаскарський
Дрімлюга мадагаскарський (Caprimulgus madagascariensis) — вид дрімлюгоподібних птахів родини дрімлюгових (Caprimulgidae). Мешкає на Мадагаскарі і на Сейшельських островах.

## Опис
Довжина птаха становить 21-23 см, самці важать 37-34 г, самиці 45-51 г. Забарвлення переважно сіро-коричневе, верхня частина тіла поцякована чорнувато-бурими смужками, нижня частина тіла — вузькими білуватими смужками. Живіт і боки поцятковані коричневими смугами. На крилах в польоті помітні чіткі білі смуги.

## Підвиди
Виділяють два підвиди:
- C. m. aldabrensis Ridgway, 1894 — атол Альдабра;
- C. m. madagascariensis Sganzin, 1840 — Мадагаскар і острів Нусі-Бураха.

## Поширення і екологія
Мадагаскарські дрімлюги живуть в різонаманітних природних середовищах, зокрема в саванах, рідколіссях, чагарникових заростях, на полях і плантаціях, в садах. Уникають густих тропічних лісів, зустрічаються на висоті до 1800 м над рівнем моря. Живляться комахами, яких ловлять в польоті. Сезон розмноження триває з серпня оо жовтень на південному заході Мадагаскару і з жовтня по листопад на півночі острова. Відкладають яйця серед опалого листя. В кладці 2 білих яйця, поцяткованих темними плямками.